# Руссина, Римма Арсентьевна
Ри́мма Арсе́нтьевна Ру́ссина (13 ноября 1931, Старое Крещено, Оршанский район, Марийская автономная область, Горьковский край, РСФСР, СССР — 27 августа 2000, Йошкар-Ола, Марий Эл, Россия) ― марийская советская актриса театра. Одна из ведущих актрис Марийского театра драмы имени М. Шкетана (1954–1989). Народная артистка Марийской АССР (1977).

## Биография
Родилась 13 ноября 1931 года в д. Старое Крещено ныне Оршанского района Марий Эл в крестьянской семье. Рано осталась без отца. В 1945 году окончила 7-летнюю школу в родной деревне, затем поступила в фельдшерско-акушерскую школу, которую пришлось оставить из-за жилищных и материальных трудностей.
В 1948 году окончила сельскохозяйственный техникум и работала бухгалтером-инспектором Оршанского районного земельного отдела Марийской АССР.
В 1954 году окончила Ленинградский театральный институт имени А. Н. Островского (курс заслуженного деятеля искусств РСФСР Л. Ф. Макарьева, марийская студия).
По окончании учёбы в 1954 году поступила в труппу Марийского государственного театра имени М. Шкетана, на сцене которого за 35 лет сыграла более 100 ролей как драматического, так и комедийного плана. Принадлежит к плеяде марийских актрис, достойно продолживших в своём творчестве лучшие традиции национальной сценической школы. Работая над ролью, актриса часто становилась соавтором драматурга, наполняя создаваемый образ жизненной силой и наделяя его индивидуальными чертами.
После выхода на пенсию в 1989 году актриса участвовала в спектаклях фольклорного театра Ю. Васильева в Йошкар-Оле, работала главным администратором Марийского театра юного зрителя, делясь своим опытом с молодыми начинающими актёрами.
В 1969 году за большой вклад в развитие марийского театрального искусства ей присвоено почётное звание «Заслуженный артист Марийской АССР», а в 1977 году — «Народный артист Марийской АССР».
Ушла из жизни 27 августа 2000 года в Йошкар-Оле.

## Основные роли
Список основных ролей Р. А. Руссиной:
- Люба («Поддубенские частушки», С. Антонов, 1955)
- Павлина ( «Корнывожышто» / «На перепутье», А. Михайлов, 1956)
- Клавий («Мÿкш отар», С. Чавайн, 1956)
- Марина, Эчан вате («Салика», С. Николаев, 1956)
- Варька («Пиалдыме» / «Бесталанная», И. Карпенко-Карый, 1958)
- Тамара Зверева («Элнет», С. Чавайн, 1965)
- Мария Павловна («Ава шӱм» / «Сердце матери», С. Кайтов, 1966)
- Верук («Эреҥер», М. Шкетан, 1967)
- Тамара Павловна («Товатлыме куэ» / «Клятвенная берёза», А. Асаев, 1967)
- Глафира («Егор Булычов и другие», М. Горький, 1968)
- Сули («Алдиар», А. Волков, 1969)
- Лыстывий («Салтак вате» / «Солдатка», М. Рыбаков, 1969)
- Орик («Ачийжат-авийжат!..» / «Эх, родители!..», М. Шкетан, 1970)
- Танкабике («Тылзе петырналтме годым» / «В ночь лунного затмения», М. Карим, 1972)
- Васса Железнова («Васса Железнова», М. Горький, 1976)
- Бернарда Альба («Пачемыш пыжаш» / «Дом Бернарды Альбы», Ф.-Г. Лорка, 1977)
- Серафима Павловна («Ольош», С. Иванов, 1981)
- Пали («Пиалан шӱдыр» / «Счастливая звезда», А. Волков, 1983)
- Зинаида Григорьевна («Осал суксо-влак» / «Днём с огнём», А. Симуков, 1986)

## Признание
- Народная артистка Марийской АССР (1977)[1][2][6]
- Заслуженная артистка Марийской АССР (1969)[1][2][6]

## Память
- 29 ноября 2011 года в Йошкар-Оле на улице Вознесенской, 108 была торжественно открыта мемориальная доска, посвящённая народной артистке Марийской АССР Р. А. Руссиной[8][9][10][11][12][13].
- В ноябре 2021 года в Доме-музее Я. П. Майорова-Шкетана была открыта фотовыставка, посвящённая актрисе Р. А. Руссиной[14].